# Munții Leaota

Prelucrare 3D pentru Munții Leaota

Munții Leaota sunt munți în lanțul Carpați, care fac parte din Carpații Meridionali, învecinându-se cu Munții Bucegi și Munții Piatra Craiului. Vârful Leaota, din centrul masivului, este cel mai înalt punct cu o altitudine de 2.133 m. 